# The Girls and Daddy
The Girls and Daddy é um filme mudo de curta metragem estadunidense, do gênero dramático, lançado em 1909, escrito e dirigido por D. W. Griffith.

## Elenco
- David Miles
- Florence Lawrence
- Dorothy West
- Florence Barker
- Dorothy Bernard
- Clara T. Bracy
- Kate Bruce
- John R. Cumpson
- Gladys Egan
- Charles Gorman
- D. W. Griffith
- Robert Harron
- Anita Hendrie
- Charles Inslee
- Arthur V. Johnson
- Marion Leonard
- Wilfred Lucas
- Gertrude Robinson
- Mack Sennett
- Harry Solter